# Deuxième République (Autriche)
Pour les articles homonymes, voir Deuxième République.
Depuis le 27 avril 1945
(79 ans, 11 mois et 19 jours)
Entités précédentes :
- Autriche nazie (1945)

La Deuxième République, officiellement république d'Autriche (en allemand : Republik Österreich), est le régime politique républicain en vigueur en Autriche depuis la fin de la Seconde Guerre mondiale. 
La proclamation de la République le 27 avril 1945 restaure l'indépendance autrichienne ; en effet, conformément aux accords entre le Reich, l'Autriche et les grandes puissances, le territoire autrichien a été annéxé au Reich et divisé en Gaue, confiés à des Gauleiter. 
Ce régime est qualifié de démocratie parlementaire semi-présidentielle. Son système politique se fonde sur les principes généraux de l'État fédéral, de l'État de droit, de la séparation des pouvoirs et du libéralisme, ainsi que d'appartenance à l'Union européenne. Il est organisé par la Constitution fédérale, formée par l’ensemble des textes constitutionnels au niveau fédéral, notamment la Loi constitutionnelle fédérale (Bundes-Verfassungsgesetz, B-VG) du 1er octobre 1920, dans sa version de 1929.

## Principes de la constitution autrichienne

### Démocratie
L'article 1 de la Loi constitutionnelle fédérale dispose que « l'Autriche est une république démocratique. Son droit émane du peuple ». L'expression de la volonté politique des citoyens se fait par des élections libres au scrutin secret ; les élus décident eux-mêmes selon les principes de démocratie représentative. Des instruments associés aux principes de démocratie directe sont le référendum, la consultation populaire et l'initiative populaire. 
Le référendum autrichien sur l'adhésion à l'Union européenne a eu lieu le 12 juin 1994, il constitue un facteur essentiel pour les relations entre l'Autriche et l'Union européenne.

### République
Le système républicain a été introduit par décision de l'Assemblée provisoire de l'État indépendant autrichien allemand lors du démembrement de l'Autriche-Hongrie à l'issue de la Première Guerre mondiale. Depuis 1920, le président fédéral (Bundespräsident) se trouve à la tête de l'État ; il est élu directement par le peuple tous les six ans. La loi de Habsbourg du 3 avril 1919 exilait les membres de l'ancienne dynastie régnante des Habsbourg-Lorraine, qui n'étaient pas disposés à reconnaître la République.

### État fédéral
Selon le principe du fédéralisme, l'Autriche n'est pas un État unitaire, ni une confédération. Dans le contexte de la Constitution fédérale, chacun des neuf États fédérés (Bundesländer) a sa propre constitution et sa propre législation. Les compétences des États autrichiens sont relativement limitées.

### État de droit
L'État de droit et la protection de l'individu contre l'arbitraire repose d'une part sur les règles de la réserve de loi et de la séparation des pouvoirs (législatif, exécutif et judiciaire), d'autre part sur le contrôle par une justice indépendante. La Cour constitutionnelle (Verfassungsgerichtshof, VfGH) veille au respect de la Constitution.
Dans la pratique institutionnelle, le principe de l'indépendance et la séparation des pouvoirs a parfois été rejeté.

### Libéralisme
Le principe libéral garantit aux citoyens les droits de l'homme et les libertés fondamentales. À cet égard, la Convention européenne des droits de l'homme et le catalogue des droits civiques reconnus par la Constitution de décembre 1867 sont également de nature constitutionnelle.

## Institutions de la Deuxième République
- Constitution fédérale
- Président fédéral, à la Hofburg

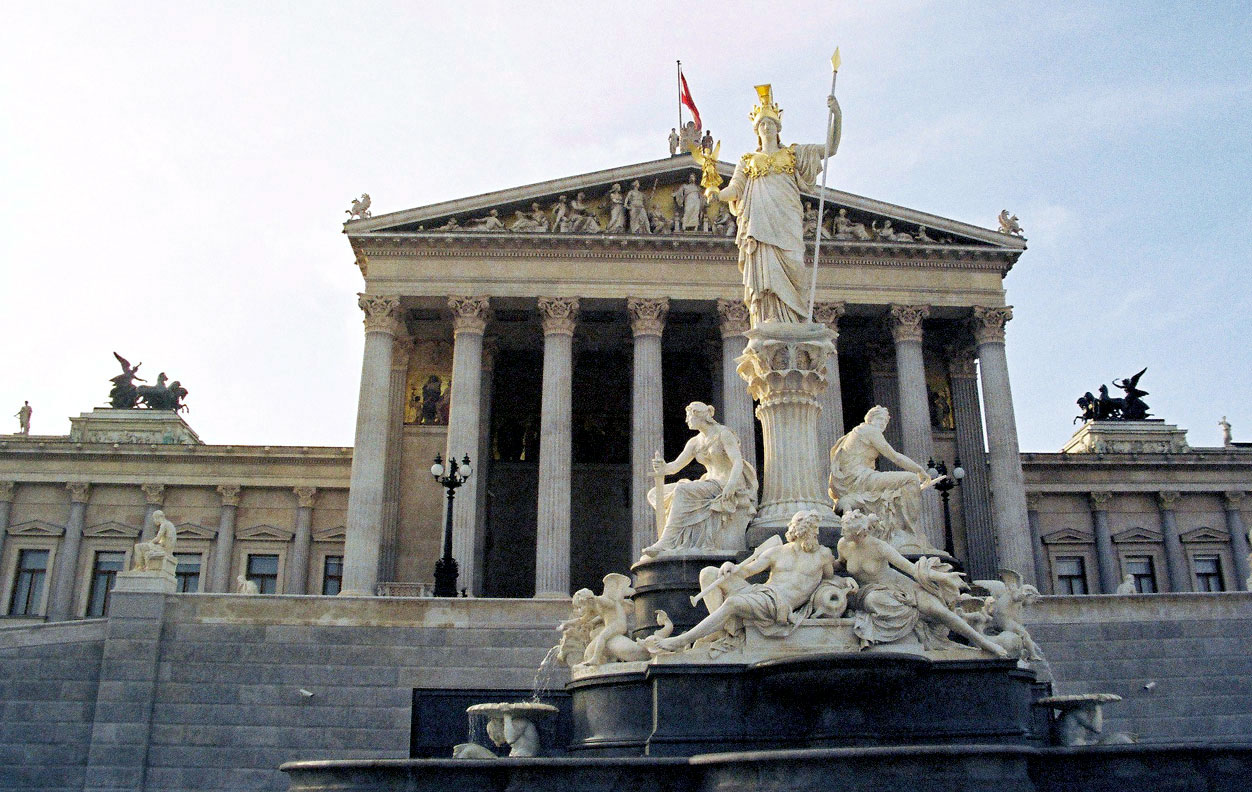
Entrée du Parlement

  - Liste des présidents fédéraux d'Autriche.

### Pouvoir exécutif
- Chancelier fédéral
  - Liste des chanceliers de l'Autriche
- Gouvernement fédéral
- Armée fédérale.

### Pouvoir législatif
- Le pouvoir législatif autrichien comprend deux chambres : 
  - le Conseil national (chambre basse) — voir aussi la liste des législatures autrichiennes et Président du Conseil national ;
  - le Conseil fédéral (chambre haute) dont les pouvoirs sont moindres que ceux du Conseil national.

L'Assemblée fédérale est formée par la réunion des deux chambres.

### Pouvoir judiciaire
Cours supérieures : Cour constitutionnelle (VfGH), Cour administrative (VwGH), Cour suprême (OGH)

### Contrôle financier et administratif
- Cour des comptes
- Volksanwalt

### Insignes
- Armoiries nationales, appelées familièrement Bundesadler, l'« aigle fédéral »
- Drapeau national
- Hymne fédéral (Bundeshymne) : Land der Berge, Land am Strome (Pays des montagnes, pays sur le fleuve)
- Monnaie : Euro (voir notamment les pièces en euro de l'Autriche)
- Fête nationale (Nationalfeiertag) : 26 octobre (depuis 1965 ; commémore le retrait définitif des troupes des Alliés le 25 et l'adoption de la loi constitutionnelle sur la Neutralité autrichienne le 26 octobre 1955)

## Fédéralisme

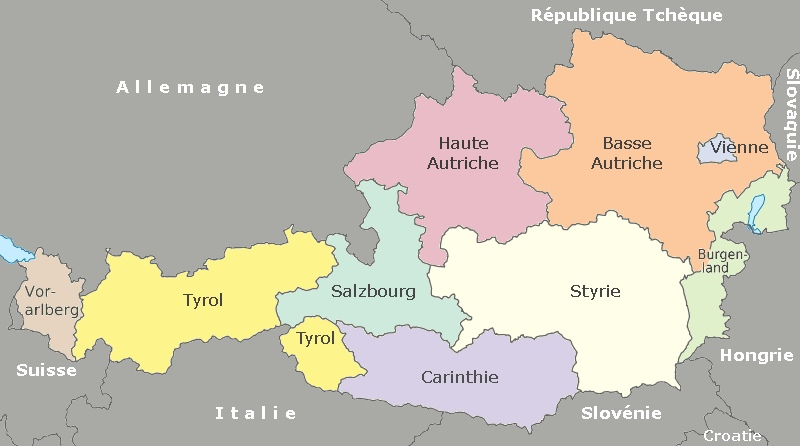
Les États fédérés de l'Autriche.

Les neuf Länder constituent les États fédérés de l'Autriche. Leurs compétences législatives et exécutives sont définies dans la Constitution fédérale. Par le Conseil fédéral (Bundesrat), les États participent formellement à la législation fédérale.
Les parlements des États fédérés sont les Landtage. Conformément à la Loi constitutionnelle fédérale, leurs pouvoirs législatifs sont ceux qui ne sont pas explicitement attribués au gouvernement fédéral ; en cas de litige, la décision définitive revient à la Cour constitutionnelle. En règle générale, une législature d'État fédéré dure cinq ans (six ans en Haute-Autriche).
Les gouvernements des États, des organes de type collégial hiérarchisé, sont composés d'un Landeshauptmann, ses adjoints et des conseillers (Landesräte). Le gouvernement est élu par le Landtag ; dans certains États, la répartition des fonctions gouvernementales selon les règles du proporz est obligatoire.
Les États fédérés sont par ailleurs répartis en districts politiques (Bezirke) et villes statuaires (Statutarstädte). La capitale fédérale, Vienne, qui est à la fois un État et une ville statutaire, est subdivisée en arrondissements qui ont une fonction différente des autres districts. Également inscrite dans la Constitution fédérale, les communes (Gemeinden) sont la plus petite division administrative d'Autriche.

## Partis parlementaires représentés au Conseil national (Nationalrat)
Voici une liste des partis actuellement représentés au Conseil national (Nationalrat) :
- Parti social-démocrate d'Autriche (SPÖ)
- Parti populaire autrichien (ÖVP)
- Parti autrichien de la liberté (FPÖ)
- Les Verts (Verts)
- NEOS - La nouvelle Autriche et le Forum libéral (NEOS)

Voici une liste de partis anciennement représentés :
- Parti communiste d'Autriche (KPÖ)
- Alliance pour l'avenir de l'Autriche (BZÖ)
- Forum libéral (LIF)
- Alliance noire-jaune (SGA)

## Relations internationales
L'Autriche est membre des institutions internationales suivantes :
- Organisation des Nations unies (ONU), depuis 1955 ;
- Conseil de l'Europe, depuis 1956 ;
- Organisation pour la sécurité et la coopération en Europe (OSCE), depuis 1973 ;
- Union européenne (UE), depuis 1995 ;
- Partenariat pour la paix (PPP), depuis 1995.

## Tendances politiques

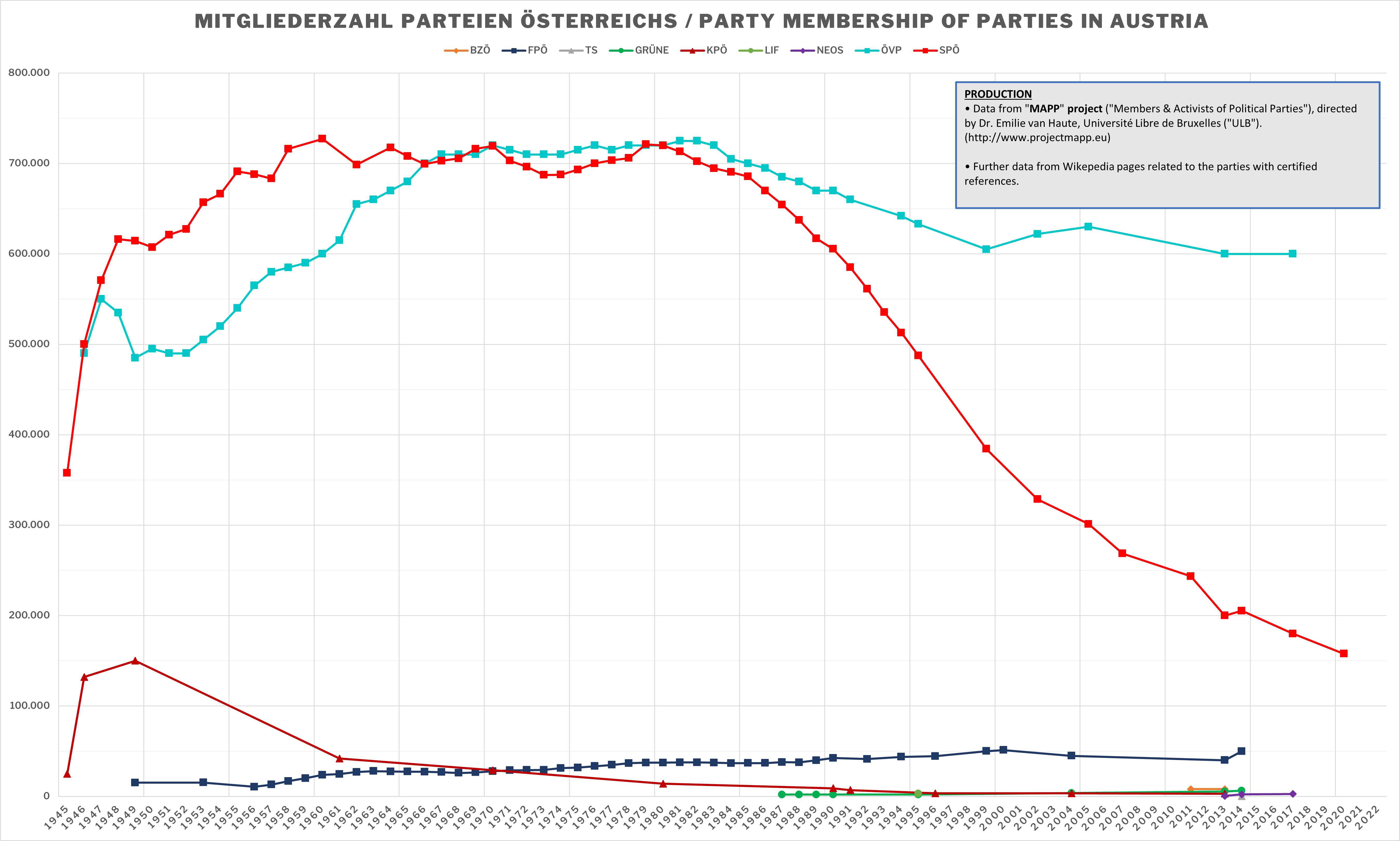
Evolution des partis politiques en Autriche depuis 1945.

La gauche radicale est presque inexistante en Autriche. Le Parti communiste ne rassemble que 1 % des voix en moyenne et l'influence électorale des petites formations trotskystes est négligeable.
Le gouvernement autrichien a intégré au début des années 2000 un parti d’extrême droite, le FPO, conduisant à des sanctions symboliques de l'Union européenne. D'après le politologue Patrick Moreau, le succès persistant de l'extrême droite s'expliquerait comme suit : « Les Autrichiens ont toujours vécu dans un monde petit, refermé sur lui-même, jouissant d'un véritable bien-être, avec peu de chômage, un niveau de vie élevé et une pollution limitée... Et, au fond, la peur viscérale de la disparition de ce paradis. Or, l'Autriche n’ayant jamais eu de colonies, ses premiers immigrés ne sont arrivés que récemment. Ils ont tout de suite focalisé sur eux cette peur, devenue aujourd'hui un élément constitutif de la culture autrichienne, et sur laquelle Jörg Haider a bâti son succès. » 